# Kaltenborn-Stachau

Wappen derer von Kaltenborn

Kaltenborn oder Kaltenborn-Stachau ist der Name einer schlesisch-meißnischen Uradelsfamilie. 

## Geschichte
Die erste urkundliche Erwähnung findet die Familie am 25. Mai 1265 mit den Brüdern Ulricus, Johannes und Heinrich de Kaldenborne, sowie mit Conradus de Kaldenburne, die als Zeugen bei der Schenkung eines Berges an der Mulde an das Kloster Buch auftreten. In Schlesien treten am 9. Mai 1307 Michael Caldborno als Zeuge bei dem Vermächtnis des Allods Ganzehubel an das Nonnenkloster in Trebnitz und Otto de Kaldynborne beide als Erbvögte von Kanth auf. Mit dem Ahnherren Kaspar von Kaltenborn (* um 1550) auf Stachau, (Landkreis Strehlen) bei Breslau, beginnt die lückenlose Stammreihe.
In Preußen wurde die Genehmigung zur Führung der lange üblichen Namensform „von Kaltenborn-Stachau“ am 21. Februar 1889 erteilt.
Die Familie siedelte sich später auch in den USA und Norwegen an.

## Wappen
In Rot drei (zwei plus eine) ins Schächerkreuz gestellte silberne Pflugscharen, die Spitzen nach innen, die Schneide der unteren nach rechts, der oberen nach unten gekehrt. Auf dem Helm mit rot-silbernen Decken eine wachsende, nackte Jungfrau mit fliegendem blonden Haar, die Arme in die Hüften gestemmt. Später erscheint die Jungfrau rot gekleidet mit silbernen Ärmeln in der Rechten drei goldbesamte rote Rosen und in der Linken drei ebensolche silberne Rosen haltend.

## Bekannte Familienmitglieder
- Georg Karl Friedrich von Kaltenborn-Stachau (1805–1875), kurhessischer Generalmajor und Kriegsminister
- Karl von Kaltenborn-Stachau (1817–1866), Philologe, Staatsrechtslehrer
- Hans von Kaltenborn-Stachau (1836–1898), preußischer General der Infanterie und Kriegsminister
- Ludwig von Kaltenborn-Stachau (1846–1931), preußischer Generalleutnant
- Rudolf Roland von Kaltenborn-Stachau († 6. September 1854), kurfürstlich hessischer Generalleutnant
- Christian Ulrich Baron von Kaltenborn-Stachau (1931–2005), Geschäftsmann, Mitgründer von Aero Lloyd und OLT/DLT
- Barbara von Kaltenborn-Stachau (1939–1992), Journalistin, Historikerin, Übersetzerin
- Adalbert von Kaltenborn (1860–1945), österreichisch-ungarischer Militär im Ersten Weltkrieg, Oberst, zeitweilig Kommandant des schlesischen Infanterieregiments „Kaiser“